# Cassida vibex
Cassida vibex är en skalbaggsart som beskrevs av Carl von Linné 1767. Cassida vibex ingår i släktet Cassida, och familjen bladbaggar. Arten är reproducerande i Sverige.

## Bildgalleri

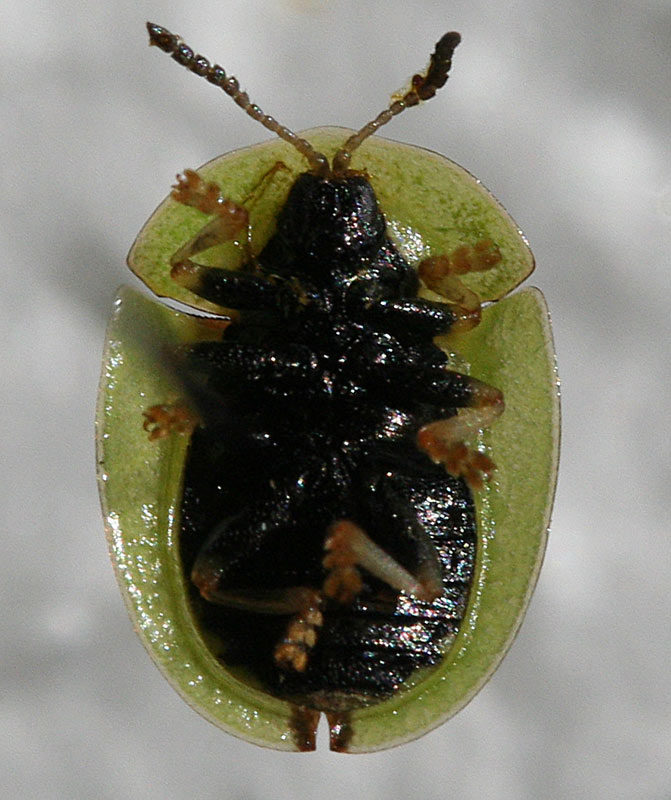
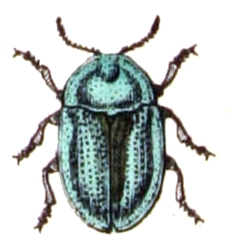